# Brightside
Brightside (рус. «Светлая сторона») — дебютный студийный альбом американской хардкор-панк-группы Killing Time. Выпущен в ноябре 1989 года на лейбле In Effect Records.

## Об альбоме
Сменив своё название с Raw Deal на Killing Time и претерпев уход гитариста Майка Сенкевича, группа записала свой дебютный альбом, впоследствии ставший популярным.

## Список композиций
| №                   | Название               | Автор(ы)                            | Длительность |
| ------------------- | ---------------------- | ----------------------------------- | ------------ |
| 1.                  | «Cheap Thrills»        | Комунале, Сенкевич                  | 1:05         |
| 2.                  | «Brightside»           | Драго, Поркаро, Сенкевич, МакЛоклин | 2:29         |
| 3.                  | «Fools Die»            | Драго, Поркаро                      | 2:20         |
| 4.                  | «Telltale»             | Драго, Поркаро, МакЛоклин           | 1:28         |
| 5.                  | «What I Want»          | Драго, Поркаро                      | 2:10         |
| 6.                  | «No More Mr. Nice Guy» | Драго, Поркаро, МакЛоклин           | 2:43         |
| 7.                  | «My Reason»            | Сенкевич                            | 2:12         |
| 8.                  | «New Release»          | Комунале, Поркаро, МакЛоклин        | 1:42         |
| 9.                  | «Backtrack»            | Драго, Поркаро, Сенкевич            | 2:34         |
| 10.                 | «Wall Of Hate»         | Драго, Поркаро                      | 1:26         |
| 11.                 | «Wisdom»               | Драго, Поркаро, МакЛоклин           | 2:52         |
| Общая длительность: | Общая длительность:    | Общая длительность:                 | 23:11        |

## Участники записи
- Энтони Комунале — вокал;
- Карл Поркаро — электрогитара;
- Рик МакЛоклин — бас-гитара;
- Энтони Драго — ударные.

## В массовой культуре
Композиция «Telltale» вошла в саундтрек к знаменитой игре GTA 4. Она играет в эфире радиостанции L.C.H.C. Hardcore.